# L'Île enchantée (film, 1927)
Pour les articles homonymes, voir L'Île enchantée.
Pour plus de détails, voir Fiche technique et Distribution.
L'Île enchantée est un film français réalisé par Henry Roussel et sorti en 1927. 

## Fiche technique
- Titre : L'Île enchantée
- Réalisation : Henry Roussel
- Scénario : Henry Roussel
- Décors : Georges Jacouty
- Photographie : Paul Portier et Maurice Velle
- Production : Lutèce Films
- Pays  :  France
- Durée : 104 minutes
- Date de sortie : France - 13 mai 1927

## Distribution
- Rolla Norman
- Jacqueline Forzane
- Renée Héribel
- Gaston Jacquet
- Paul Jorge
- Jean Garat
- Suzy Pierson